# 레프리콘 (영화)
《레프리콘》(영어: Leprechaun)은 미국에서 제작된 마크 존스 감독의 1993년 코미디 공포 영화이다. 워릭 데이비스가 제목의 요정 역으로 출연하고, 제프리 B. 맬리언 등이 제작에 참여하였다. 제니퍼 애니스턴이 처음으로 크레디트에 이름을 올린 영화이다.
개봉 당시 대체로 부정 평가를 받았으나 흥행에 성공하면서 시리즈화되었고, 오늘날 고전 컬트 영화로 여겨진다. 속편으로 《레프리콘 2》(1994), 《레프리콘 3》(1995), 《레프리콘 4》(1996), 《레프리콘: 오리진스》(2014) 등이 있다.
아일랜드에선 국가 수호 성인으로 여겨지는 성 패트릭을 기리는 축제일인 성 패트릭의 날에 아이들이 아일랜드 상징인 세잎 클로버와 함께 요정 레프러콘을 찾는 전통이 있다. 따라서 이 영화는 성 패트릭의 날에 보기 좋은 영화 목록에 자주 선정되는 영화이다.

## 줄거리
1983년 댄 오그레이디는 출신지인 아일랜드에서 600살 가량 먹은 레프러콘으로부터 금화를 훔쳐 노스다코타주 집으로 돌아온다. 집까지 따라온 레프러콘이 아내를 죽이자 오그레이디는 네잎 클로버로 레프러콘의 힘을 억누르고 나무 상자 안에 가둔다. 하지만 레프러콘이 든 상자를 태우기 직전 오그레이디는 뇌졸중으로 쓰러지고 만다.
10년 뒤 토리와 아빠 J.D.는 여름을 보낼 거처로 오그레이디의 농가를 빌린다. 농가 새 단장을 위해 페인트공으로 고용된 네이선은 10살 짜리 남동생 앨릭스, 그리고 지능이 떨어지는 친구 오지를 데려온다. 오지는 지하실에서 레프러콘이 도와달라며 훌쩍이자 이에 속아 넘어가 상자에서 네잎 클로버를 떼어내 레프러콘을 풀어준다.
무지개를 발견한 오지는 그 끝에 황금이 든 전설의 단지가 있을 거라며 달려나가고 오지를 걱정한 앨릭스가 뒤를 쫓는다. 오지 앞에 정말로 금화 백 닢이 든 주머니가 마법처럼 나타나고, 오지는 진짜인지 확인해보려고 하나를 깨물어보다가 그만 삼켜버린다. 앨릭스는 나중에 오지의 뇌를 치료할 비용으로 쓸 생각으로 금화를 오래된 우물 안에 숨겨놓는다.
레프러콘은 금화를 수색하는 과정에서 인간을 하나씩 살해하고, 그 와중에도 신발을 발견하면 참지 못하고 열심히 닦아 광을 낸다. 레프러콘이 고양이인 척 J.D.를 꾀어낸 뒤 손을 깨물어 J.D.는 병원으로 실려간다. 남은 넷이 다 같이 레프러콘에게 시달리던 중 이게 다 오지와 앨릭스가 감춘 금화 때문이라는 걸 알게 된 토리는 레프러콘에게 금화를 넘겨준다. 하지만 오지가 삼킨 마지막 한 닢 때문에 레프러콘은 아직 이들을 놓아줄 생각이 없다.
일행은 더러운 신발을 여러 짝 던져 레프러콘의 정신을 분산시킨 뒤 레프러콘을 물리치는 방법을 알고 있을 오그레이디가 있는 양로원으로 향한다. 그러나 뒤쫓아온 레프러콘이 승강기 수직 통로에 오그레이디를 던져 버린다. 오그레이디는 죽기 직전 토리에게 갓 딴 네잎 클로버를 레프러콘의 몸 안에 집어넣으라고 알려준다.
앨릭스는 토리가 찾아낸 네잎 클로버를 씹던 껌에 붙이고 새총으로 쏘아 레프러콘의 입 안에 꽂아넣는다. 네이선은 살이 녹아 해골만 남고도 목숨이 붙어있던 레프러콘을 우물 안으로 밀어넣고 휘발유를 뿌린 뒤 불을 붙인다. 우물이 활활 타오르는 가운데 금화를 되찾으리라 다짐하는 레프러콘의 음성이 흐른다.

## 출연
- 워릭 데이비스 - 레프러콘 역
- 제니퍼 애니스턴 - 토리 레딩 역
- 켄 올랜트 - 네이선 머피 역
- 마크 홀턴 - 오지 존스 역
- 로버트 하이 고먼 - 앨릭스 머피 역
- 윌리엄 뉴먼 - 로이 크로닌 보안관 역
- 셰이 더핀 - 댄 오그레이디 역
- 존 샌더퍼드 - J.D. 레딩 역
- 존 볼스태드 - 조 역
- 티머시 개릭

## 기타 제작진
- 제작 감독: 짐 베그
- 공동 제작: 데이비드 프라이스
- 미술: 나오미 슬로드키
- 의상: 홀리 데이비스